# 루브르 역피라미드
루브르 역피라미드(프랑스어: Pyramide inversée du Louvre, 영어: Louvre Inverted Pyramid)는 프랑스 루브르 박물관 앞 지하 쇼핑몰인 카루젤 뒤 루브르에 있는 채광창이다. 루브르 박물관의 상징이기도 한 루브르 피라미드의 작은 버전으로 볼 수 있으며 거꾸로 천장에 붙어 있는 모습을 하고 있다. 루브르 피라미드를 건축한 I. M. 페이가 건축했다. 채광창 역할을 하고 있어 뒤집힌 밑면은 유리로 되어 있으며 밖에서 쉽게 볼 수 있다.

## 개요

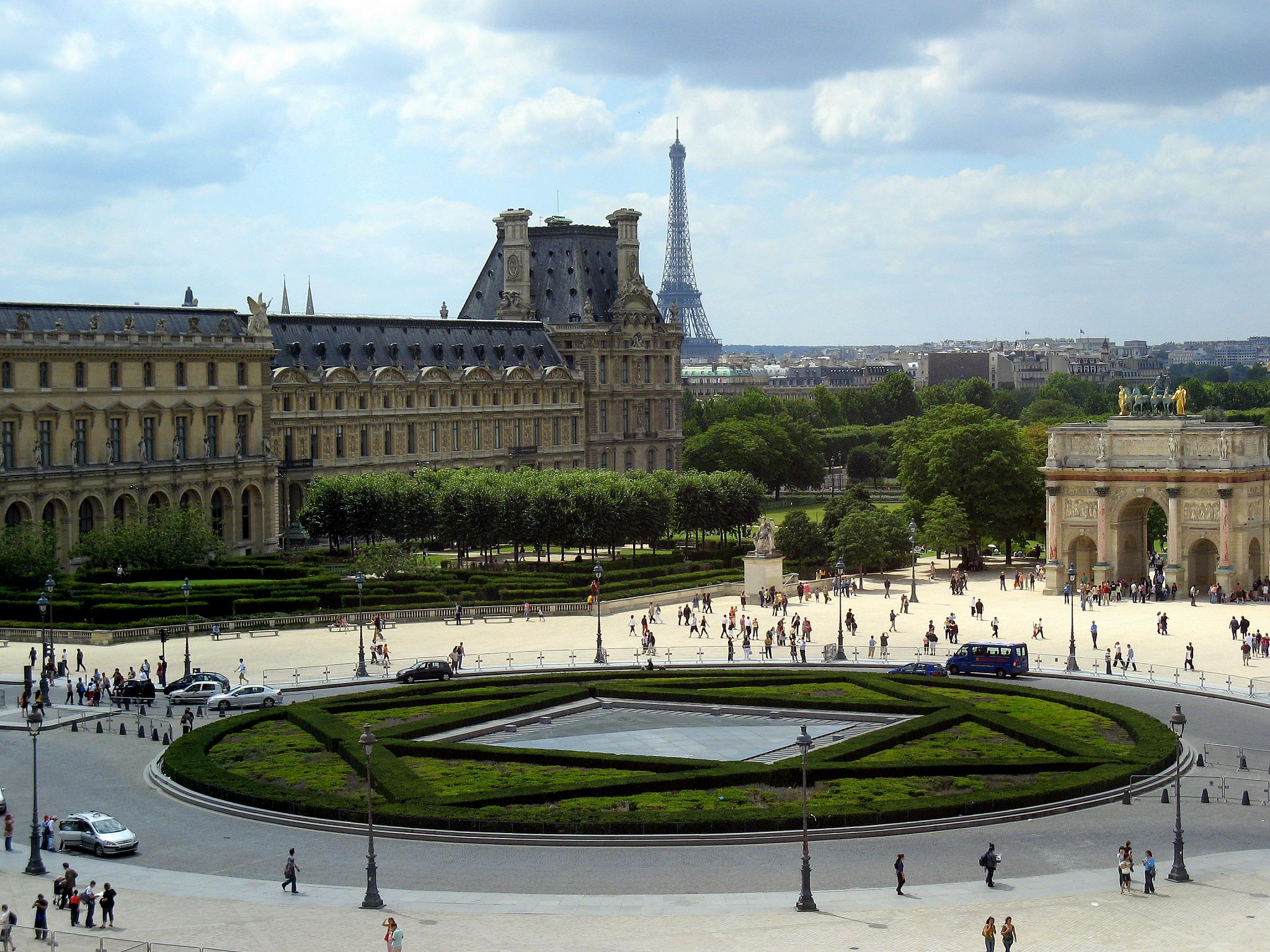
카루젤 광장의 회전교차로 중앙에 위치한 역피라미드의 정사각형 바닥 모습

역 피라미드는 카루젤 광장 아래의 두 개의 주요 지하보도가 교차하는 지점을 나타내며, 나폴레옹 안뜰 아래에 있는 루브르 박물관 입구로 방문객을 안내한다. 30t, 13.3m 정사각형 스틸 케이슨 프레임에 장력을 가한 라미네이트 유리의 거꾸로 된 이 피라미드 조형물은 바닥을 향해 아래쪽을 향하고 있다. 피라미드 자체의 유리 두께는 10mm이며, 안뜰(지상)의 보행자들의 무게를 지탱해야 하는 피라미드 위 유리의 두께는 30mm이다. 역피라미드의 끝은 바닥으로부터 1.4m 높이로 매달려 있다. 피라미드의 개별 유리 패널은 길이 381mm의 스테인리스 강철 크로스로 연결되어 있다. 어두워진 후에는 역피라미드의 프리즈 부분에 있는 스포트라이트가 켜지며 구조물을 비춘다.

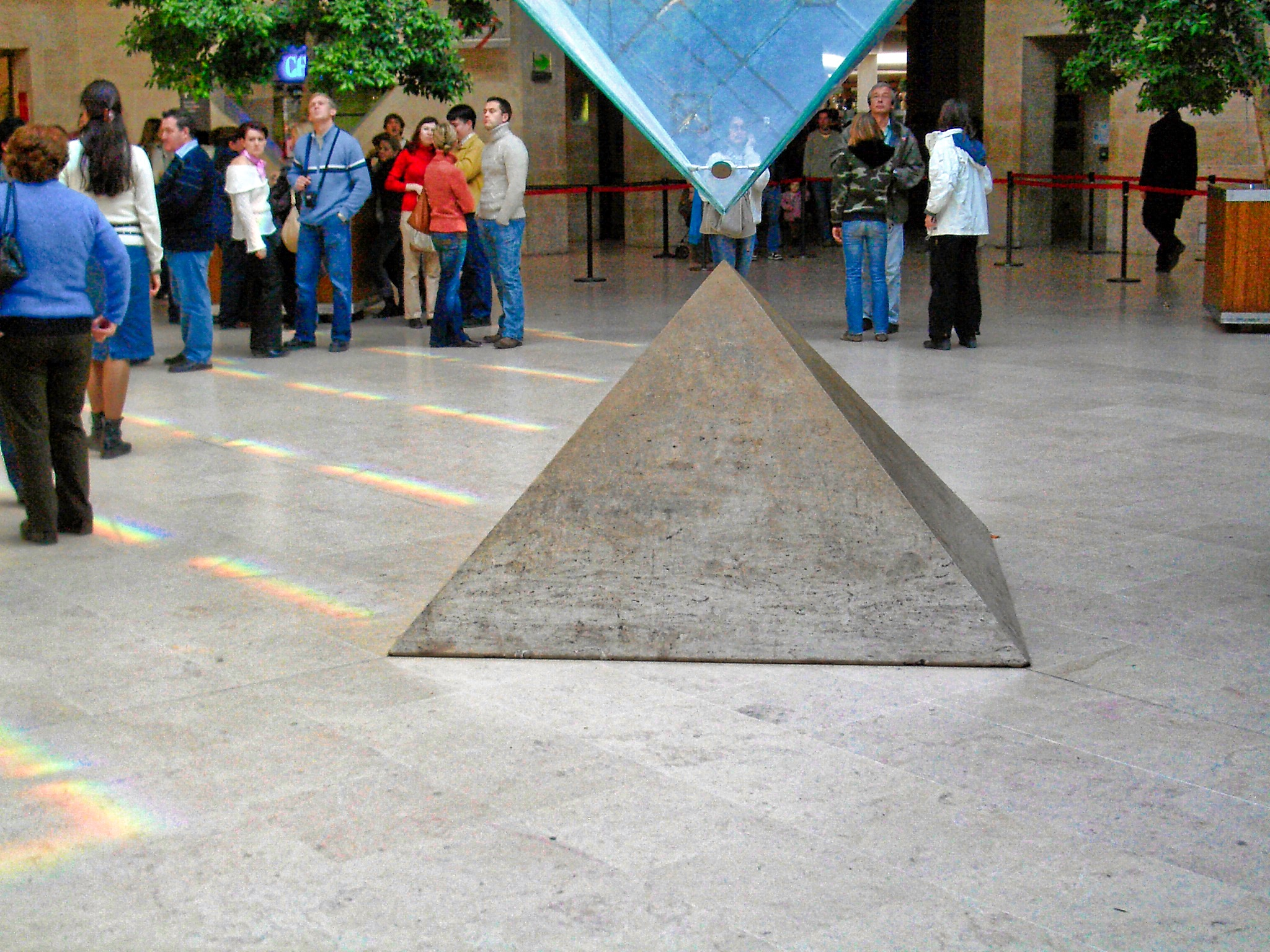
역피라미드의 끝에 있는 약 1m 높이의 작은 돌 피라미드

아래쪽을 향하는 역피라미드의 끝 바로 아래에는 약 1m 높이의 작은 돌 피라미드가 놓여 있으며 두 피라미드의 끝은 거의 닿아 있다.
이 역피라미드는 루브르 피라미드를 건축한 건축가 I. M. 페이가 설계하여 1993년에 완공되었으며, 그랑 루브르 프로젝트로 알려진 루브르 박물관 2단계 정부 개조의 일환으로 설치되었다. 그 후 역피라미드는 1995년 베네딕토 어워드(Benedictus Awards)에서 최종 후보에 올랐으며 심사위원단은 이를 "주목할 만한 반구조물... 기술의 상징적인 활용... 조각품 한 점. 원래는 하나의 물체로 의도되어 제작되었지만 빛을 전달하는 물체이다."라고 평했다.